# SN 2009A
SN 2009A – supernowa typu II-P odkryta 2 stycznia 2009 roku w galaktyce A015244-0323. W momencie odkrycia miała maksymalną jasność 16,00m.